# Oxögat, Dalarna
Oxögat är en sjö i Falu kommun i Dalarna och ingår i Gavleåns huvudavrinningsområde.